# Capparis trisonthiae
Capparis trisonthiae là một loài thực vật có hoa trong họ Capparaceae. Loài này được Srisanga & Chayam. mô tả khoa học đầu tiên năm 2004.